# Степанов, Василий (думный дьяк)
Василий Степанов — думный дьяк.
Впервые упоминается в качестве московского дьяка Поместного приказа. В 1555—1558 годах стоял, возможно, во главе Поместного приказа; хотя прямых указаний на это и не имеется, но такой вывод с достаточною вероятностью косвенным путем подтверждается целым рядом сохранившихся грамот и других документов с его печатью за это время. Подпись его стоит, например, на 61 грамоте из Поместного приказа в Новгород с различными распоряжениями, касающимися поместий и землевладения (с 31 августа 1555 года по 24 марта 1556 года), затем ею скреплена любопытная и в историческом отношении немаловажная писцовая «Книга Торопецкая». Подписал ряд грамот на владение поместьями, пожалованными разным лицам и служилым родам (1556—1557).
В 1558 году заседал в Казённом приказе, а несколько позже его имя встречается в документах Посольского приказа.
В 1566 году участвовал в Земском соборе.
В 1567 году вновь находился в Поместном приказе, заведуя преимущественно вотчинными делами Московского уезда.
Благодаря своему уму и ловкости занял довольно видное положение среди современных ему чиновников. Величиною считал его сам Иван Грозный, который по возвращении из покоренного Пскова в 1570 году предал его следствию наряду с такими влиятельными лицами, как боярин Алексей Басманов, казначей Никита Фуников, печатник Иван Висковатый и др., обвинявшимися в «изменном деле», в сношениях с новгородским архиепископом Пименом и другими лицами с целью сдать Псков и Новгород литовскому королю, самого царя  извести, а на царство посадить Владимира Андреевича Старицкого. В числе казнённых по этому делу был и Василий Степанов. Имя его внесено в синодик.